# 金属製品関連の業界団体の一覧
金属製品関連の業界団体の一覧（きんぞくせいひんかんれんのぎょうかいだんたいのいちらん）を示す。
金属製品製造業者の親睦などを目的とする団体、技術向上などを行う団体など、多岐にわたる。

## 業界団体一覧
- 日本電線工業会
- 日本釦協会
- 日本金属プレス工業協会
- 日本金属洋食器工業組合
- 日本Nゲージ鉄道模型工業会
- 日本金型工業会
- 日本金属熱処理工業会
- 新金属協会
- 新金属製品協会
- 日本金属笠木工業会
- 日本熱処理技術協会
- 東部金属熱処理工業組合
- ドラム缶工業会
- 日本ドラム缶更生工業会
- 日本金属洋食器工業組合
- 日本金属ハウスウェア工業組合